# 新粗管马先蒿
新粗管马先蒿（学名：Pedicularis neolatituba）是列当科马先蒿属的植物，为中国的特有植物。分布在中国大陆的四川等地，生长于海拔4,700米的地区，多生长于高山草地中，目前尚未由人工引种栽培。